# La voluntad (novela)

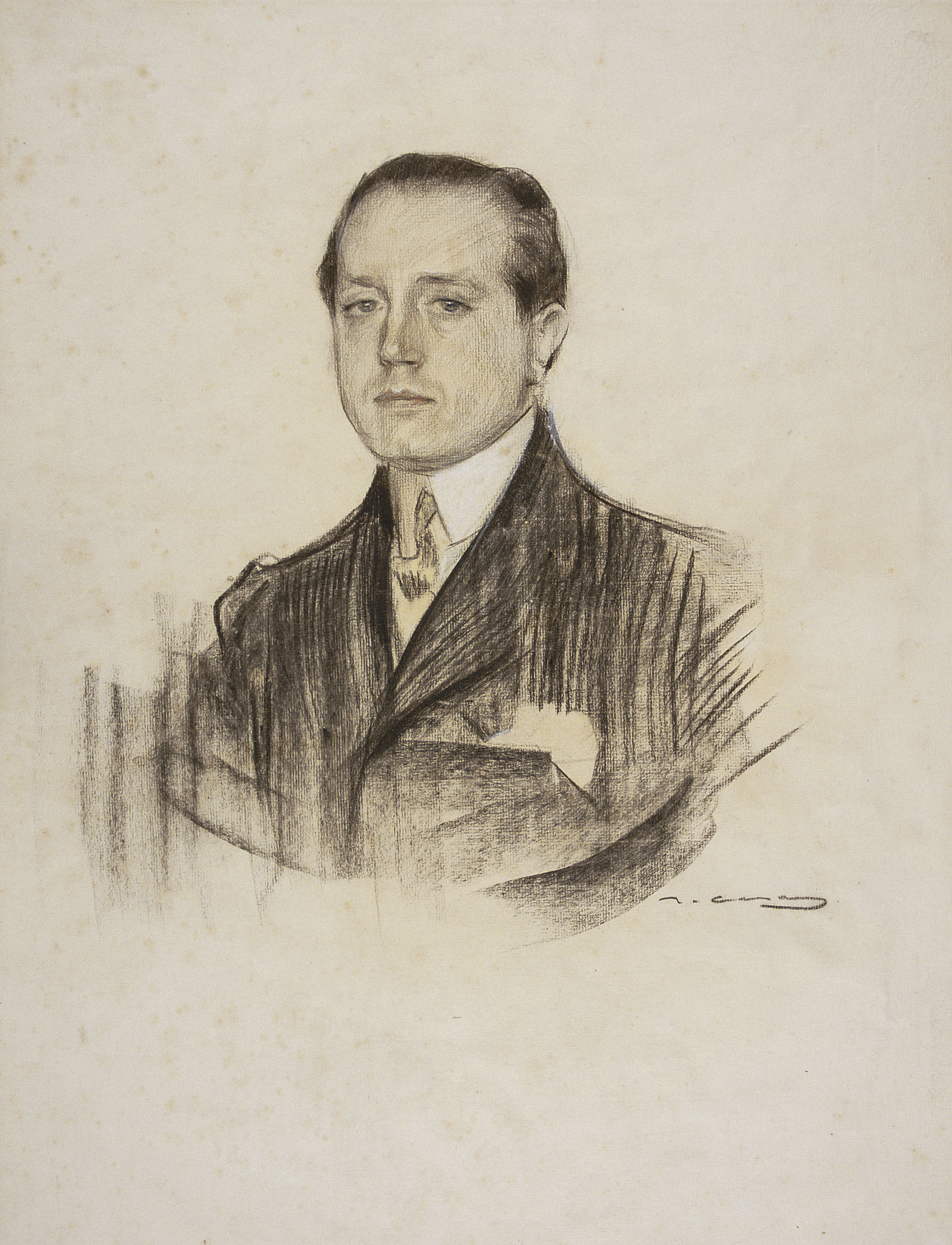
José Martínez Ruiz, "Azorín"

La voluntad es una  novela escrita por José Martínez Ruiz "Azorín" en 1902, y es considerada como una de las novelas fundacionales de la novela contemporánea española. Es la segunda novela del autor alicantino, miembro de la Generación del 98, y la obra que le alzó a la fama, a pesar de la negativa recepción que tuvo en las reseñas de prensa de la época.

## Publicación
La novela fue publicada, al igual que Camino de perfección (Pío Baroja) y Amor y pedagogía (Miguel de Unamuno) en la editorial Henrich y Cía. El editor, en el caso de la de Martínez Ruiz, estableció un número mínimo de páginas, 300, que el autor cumplió con rigurosa pulcritud (consta de 301). Si bien, en la tercera parte de la novela añadió algunos artículos que ya habían sido publicados en algunas colaboraciones periodísticas para acatar tal obligación. Ese año, por la publicación de esas novelas y también de la Sonata de otoño de Valle-Inclán, está considerado como uno de los años más fecundos de la literatura española y europea.

## Historia
La novela supone una auténtica renovación y ruptura con los cánones novelísticos imperantes en su época, propios del Realismo, inaugurando con ella el Modernismo europeo en la literatura española. Algunos autores como Clarín ya auspiciaban una nueva novela, gracias al influjo de la literatura en lengua francesa; pero especialmente Emilia Pardo Bazán, que en su ensayo La cuestión palpitante justifica su propia obra y a la vez plantea las referencias fundamentales de la nueva novela, al estilo de, por ejemplo, los hermanos Goncourt. 
Se puede considerar La voluntad como una auténtica novela lírica, por su fragmentación, tratamiento del tiempo y el espacio narrativo, por el héroe novelesco y por la necesidad de un lector que ejerza de cocreador del texto.

## Argumento
La novela se divide en cinco partes bien diferenciadas. Está encabezada por un Prólogo, seguido de las tres partes fundamentales de la novela y rematada por un Epílogo. El diseño de la novela responde a un ejercicio meditado y concienzudo del artista. Esta obra responde al riguroso esquema del mito del héroe, tal como lo describió Joseph Campbell en su obra El héroe de las mil caras, aunque con las particularidades del héroe contemporáneo, en el que el viaje es espiritual y el final supone, en muchos casos, la disolución de las esperanzas y de las ilusiones que le llevaron a emprender el viaje. A su vez, ha sido muy estudiada la fuerte carga autobiográfica de ésta y otras novelas del autor, ya que en cierto modo reproduce una importante parte de la vida y vivencias del propio Azorín. (en esos años aún firmaba como Martínez Ruiz, hasta que en 1904 adopta definitivamente el pseudónimo de su más querido personaje). 
El título refiere, sin duda, al término filosófico de la voluntad. Azorín fue un gran admirador —y conocedor de sus obras— de los dos filósofos del siglo XIX que teorizan sobre la voluntad: Arthur Schopenhauer y Friedrich Nietzsche. La novela es claramente ambigua. El problema se plantea si, como sostienen algunos investigadores, se pone en duda la voluntad schopenhaueriana. o si ésta se impone realmente. Parece que las investigaciones más recientes plantean más bien esta segunda opción, basándose en la completa adopción de la metafísica schopenhaueriana por parte de Azorín para configurar su estética, o en la resolución de la novela: la disolución de la voluntad al intentar aplicar la voluntad de poder nietzscheana, llevando al protagonista a una resignación acorde a la ética de Schopenhauer.
El Prólogo preanuncia la sucesión de acontecimientos de la trama, ya que cuenta las cíclicas dificultades que encuentra el pueblo de Yecla para la construcción de su iglesia. La primera parte cuenta el periodo de formación del joven protagonista, Antonio Azorín, en su Yecla natal. Es instruido por su maestro Yuste. Esta parte consta de sucesivos cuadros fragmentados, en las que las percepciones del protagonista se acumulan, y en las que va formando su carácter, su pensamiento y su sensibilidad. Es un tipo de Bildungsroman, de novela de aprendizaje, aunque con un particular tono contemporáneo. El final de la primera parte precipita la muerte física del maestro y la simbólica de Justina (su amada, que entra en un convento). 
La segunda parte transcurre con el protagonista en Madrid. El frenetismo de la ciudad y el fracaso profesional y existencial de Antonio Azorín se agudizan. Solo encuentra respiro en algunas conversaciones (por ejemplo, con Olaz, trasunto novelístico de Pío Baroja) o en su desplazamiento a Toledo, paradigma de la «ciudad muerta», por el contraste entre su majestuosa historia y su decadencia actual. 
La tercera parte consiste en unos “fragmentos sueltos escritos a ratos perdidos por Azorín”. Son sus reflexiones tras el fracaso. Finalmente, el epílogo lo forman tres cartas de un ficcionalizado José Martínez Ruiz que escribe a su amigo Pío Baroja. En esas cartas le cuenta como, en una fortuita visita a Yecla, estuvo con su amigo común Antonio Azorín. Le vio abúlico, resignado, casado con una mujer que es ejemplo de voluntad de poder. Su fracaso es patente y escribe: "Yo no sé al llegar aquí, querido Baroja, cómo expresar la emoción que he sentido, la honda tristeza que he experimentado al hallarme frente a frente de este hombre a quien tanto y tan de corazón todos hemos estimado".